# Jungle Fight 78
Jungle Fight 78 foi um evento de artes marciais mistas promovido pelo Jungle Fight, que ocorreu em 20 de junho de 2015, em São Paulo, São Paulo. 
Ciro Bad Boy e Diogo Fofão fizeram uma boa luta no co-evento principal do Jungle Fight 78, com Bad Boy sagrando-se campeão dos pesos-leves (até 70 kg) e ficando com o título vago da divisão, que pertencia a Tiago Trator, atualmente no Ultimate. A luta principal do Jungle Fight 78 não valeu o cinturão do peso-meio-médio (até 77 kg), após Bruno Lopes e Matias Javier não baterem o peso na véspera. Apesar disso, mesmo com a organização tendo anunciado que o combate não seria mais o principal, acabou voltando para a posição de maior destaque do evento e não deixou a desejar. O brasileiro, campeão da divisão até 77 kg, encaixou uma guilhotina em pé aos 50 segundos do primeiro assalto e finalizou o argentino de forma rápida.

## Ligações Externas
1. ↑  Bruno Lopes e Matias Javier não baterem o peso
2. ↑  novo campeão dos leves do Jungle Fight
3. ↑  (29-28, 28-29 e 30-27)
4. ↑   (triplo 30-25)
5. ↑  (triplo 29-28)
6. ↑  novo desafiante peso-galo
7. ↑  (30-27, 30-27 e 29-28)
8. ↑  (30-26, 30-27 e 30-27)